# Saugond
Saugond (en francès Saulgond) és un municipi francès situat al departament del Charente i a la regió de la Nova Aquitània. L'any 2007 tenia 503 habitants.

## Demografia

### Població
El 2007 la població de fet de Saulgond era de 503 persones. Hi havia 210 famílies de les quals 56 eren unipersonals (16 homes vivint sols i 40 dones vivint soles), 75 parelles sense fills, 71 parelles amb fills i 8 famílies monoparentals amb fills.
La població ha evolucionat segons el següent gràfic:
Habitants censats

### Habitatges
El 2007 hi havia 307 habitatges, 208 eren l'habitatge principal de la família, 46 eren segones residències i 53 estaven desocupats. 299 eren cases i 7 eren apartaments. Dels 208 habitatges principals, 174 estaven ocupats pels seus propietaris, 30 estaven llogats i ocupats pels llogaters i 5 estaven cedits a títol gratuït; 1 tenia una cambra, 7 en tenien dues, 33 en tenien tres, 63 en tenien quatre i 105 en tenien cinc o més. 181 habitatges disposaven pel capbaix d'una plaça de pàrquing. A 95 habitatges hi havia un automòbil i a 96 n'hi havia dos o més.

### Piràmide de població
La piràmide de població per edats i sexe el 2009 era:
| Homes | Edats   | Dones |
| ----- | ------- | ----- |
| 0     | 95 o +  | 0     |
| 0     | 90 a 94 | 4     |
| 0     | 85 a 89 | 0     |
| 0     | 80 a 84 | 4     |
| 24    | 75 a 79 | 0     |
| 20    | 70 a 74 | 32    |
| 0     | 65 a 69 | 12    |
| 8     | 60 a 64 | 4     |
| 8     | 55 a 59 | 8     |
| 4     | 50 a 54 | 12    |
| 24    | 45 a 49 | 8     |
| 20    | 40 a 44 | 20    |
| 28    | 35 a 39 | 12    |
| 4     | 30 a 34 | 16    |
| 16    | 25 a 29 | 8     |
| 16    | 20 a 24 | 20    |
| 20    | 15 a 19 | 20    |
| 20    | 10 a 14 | 8     |
| 20    | 5 a 9   | 4     |
| 0     | 0 a 4   | 12    |

## Economia
El 2007 la població en edat de treballar era de 318 persones, 214 eren actives i 104 eren inactives. De les 214 persones actives 193 estaven ocupades (122 homes i 71 dones) i 22 estaven aturades (9 homes i 13 dones). De les 104 persones inactives 46 estaven jubilades, 16 estaven estudiant i 42 estaven classificades com a «altres inactius».

### Ingressos
El 2009 a Saulgond hi havia 211 unitats fiscals que integraven 490 persones, la mediana anual d'ingressos fiscals per persona era de 13.599 €.

### Activitats econòmiques
Dels 19 establiments que hi havia el 2007, 1 era d'una empresa de fabricació de material elèctric, 8 d'empreses de construcció, 2 d'empreses de comerç i reparació d'automòbils, 2 d'empreses de transport, 1 d'una empresa immobiliària, 3 d'empreses de serveis i 2 d'empreses classificades com a «altres activitats de serveis».
Dels 7 establiments de servei als particulars que hi havia el 2009, 2 eren paletes i 5 fusteries.
L'any 2000 a Saulgond hi havia 47 explotacions agrícoles que ocupaven un total de 1.785 hectàrees.

## Equipaments sanitaris i escolars
El 2009 hi havia una escola elemental integrada dins d'un grup escolar amb les comunes properes formant una escola dispersa.

## Poblacions més properes
El següent diagrama mostra les poblacions més properes.